# Ku de Judas
Ku de Judas foi uma banda portuguesa de Punk Hardcore formada em 1983.
Inspirados pelo primeiro disco dos Xutos & Pontapés (78/82), Fernando Serpa (Serpinha), João Pedro Almendra (Autista) e Carlos Aguilar (Bago d’Uva) decidem formar uma banda que só ficaria completa com a chegada de João Ribas na guitarra.
Devido ao facto de o Bago d’Uva ter de ir a casa de uma tia em Marteleira, os outros questionaram-se onde seria a referida casa, ao que alguém respondeu: “Fica no ku de judas”. E assim ficou decidido o nome da banda.
Uma vez que eram todos naturais de Alvalade, começaram por tocar na Escola Secundária Padre António Vieira, por ser a que os membros da banda frequentavam. Mais tarde, mudar-se-iam para a sala de ensaios de Lisboa, a Senófila.

Em 1986, após a saída de João Pedro Almendra para os Peste & Sida, João Ribas assume as vozes do grupo.